# Farmers Branch, Texas
Farmers Branch là một thành phố thuộc quận Dallas, tiểu bang Texas, Hoa Kỳ. Năm 2010, dân số của xã này là 28616 người.

## Dân số
- Dân số năm 2000: 27508 người.
- Dân số năm 2010: 28616 người.